# Torrejón de la Calzada
Torrejón de la Calzada es un municipio y localidad española de la Comunidad de Madrid. Cuenta con una población de 10 378 habitantes (INE 2024) y pertenece al partido judicial de Valdemoro.

## Símbolos
El escudo heráldico de Torrejón de la Calzada es uno de sus símbolos y fue aprobado por decreto de 4 de marzo de 1992 por la Comunidad de Madrid, con la siguiente descripción: 

Escudo cortado. Primero de azur una faja de plata acompañada de dos burelas de lo mismo; sobrepuesta, un águila de oro. Segundo de gules, el castillo de oro; bordura de oro, lisa. Al timbre Corona Real española.
Boletín Oficial de la Comunidad de Madrid n.º 84 de 8 de abril de 1992. p. 6.

Tanto faja como burela, son expresiones heráldicas que hacen referencia a una representación gráfica mediante franjas horizontales de diferente grosor. Algunos documentos del Ayuntamiento exhiben en cambio una representación paisajística del primer cuartel.
La descripción textual de la bandera es la que sigue:

Bandera de proporciones 2:3, de fondo rojo carmesí, color del pendón de Castilla, con el escudo del municipio en el centro.
Boletín Oficial de la Comunidad de Madrid n.º 80 de 4 de abril de 2008 p. 113.

## Geografía
Limita con los términos de Parla, Cubas de la Sagra, Torrejón de Velasco, Griñón e Illescas. Situado en la cuenca alta del Tajo -en plena depresión terciaria de Castilla la Nueva- participa de las características geológicas y fisiográficas del borde occidental de la fosa del Tajo. La localidad está situada a una altitud de 629 m s. n. m.
| Noroeste: Griñón            | Norte: Parla           | Noreste: Parla               |
| Oeste: Cubas de la Sagra    |                        | Este: Torrejón de Velasco    |
| Suroeste: Cubas de la Sagra | Sur: Illescas (Toledo) | Sureste: Torrejón de Velasco |

## Transporte público
Torrejón de la Calzada cuenta con 4 líneas interurbanas de autobús, uniendo tres de ellas este municipio con Madrid, en Plaza Elíptica, concretamente. También cuenta con dos líneas de largo recorrido, una de ellas con cabecera en Plaza Elíptica y otra en la Estación Sur  que enlazan con poblaciones de Toledo. Las líneas son las siguientes:

### Interurbanas
| Línea | Recorrido                                     |
| ----- | --------------------------------------------- |
| 460   | Madrid (Plaza Elíptica) - Parla - Batres      |
| 463   | Madrid (Plaza Elíptica) – Torrejón de Velasco |
| 464   | Madrid (Plaza Elíptica) - Parla – Yunclillos  |
| 466   | Parla – Valdemoro                             |

### Largo recorrido
| Línea   | Recorrido                                                                          |
| ------- | ---------------------------------------------------------------------------------- |
| VAC-023 | Madrid (Plaza Elíptica) - Torrejón de la Calzada -Toledo                           |
| VAC-152 | Madrid (Estación Sur) - Torrejón de la Calzada - Añover de Tajo/Mora - Piedrabuena |

## Historia
La configuración de su término municipal sería hacia finales del siglo XI, tras la conquista de Toledo por Alfonso VI, que se efectúa en el año 1085 y que implica la del territorio de Madrid del que formaría parte Torrejón de la Calzada. Su topónimo procede del latín turris (torre) y estaría asociado a la existencia de una torre de vigilancia dentro del sistema defensivo del territorio y del control de la calzada que pondría en comunicación la ciudad de Toledo con Madrid y con Alcalá de Henares y Guadalajara, en esos momentos en que el territorio es zona límite entre los reinos cristianos y musulmanes. 
En su actual término municipal existen evidencia de asentamientos visigodos de los siglos VI y VII y musulmanes de la época califal. 

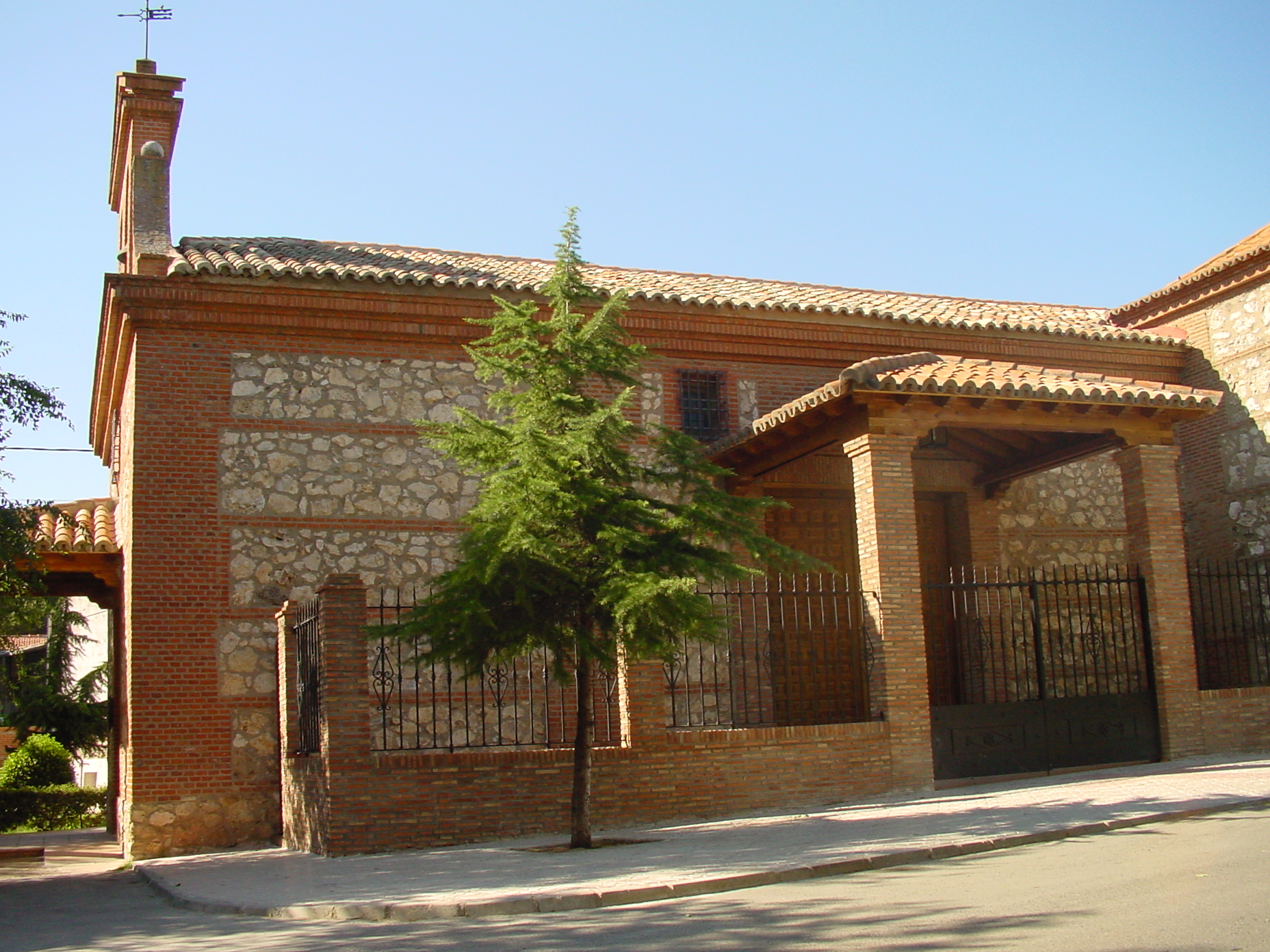
Iglesia en la localidad

Torrejón de la Calzada aparece en documentación medieval, en amojonamientos de términos, como aldea de la tierra de Madrid, y bajo su jurisdicción, en el Reino de Toledo, pero sin hacer referencia a su doblamiento o despoblamiento. Lo que sí es seguro es que a finales del siglo XV, su término está despoblado. Suponemos que su despoblación en los últimos siglos de la Edad Media tiene que ver, entre otras posibles causas, con la debilidad de la monarquía que fortalece a los Señores y por tanto a las villas de Señorío. Los lugares de realengo, y sobre todo los de corto vecindario, sufren constantes vejaciones que condicionan el abandono de los lugares por sus vecinos, que se instalan, bien en otros lugares de realengo de mayor vecindario o en las villas de señorío, donde se encuentran más protegidos. Así ocurre no solo en Torrejón de la Calzada, sino en Humanemos, Loranca, Fragacedos, Alba y otras muchas pequeñas aldeas de la zona que se despueblan en la segunda mitad del siglo XIV y comienzos del XV. Torrejón de la Calzada y Humanemos, además están rodeados por tierras de Señorío: Parla, Humanes, Pinto, Torrejón de Velasco, lo que hace imposible la vida en ese territorio de realengo cuando la monarquía no tiene fuerza para defender sus lugares. 
A finales del siglo XV y comienzos del XVI, hay un esfuerzo por el concejo de Madrid para poblar los lugares despoblados de su territorio, unos prosperan y otros fracasarán. Propicia ese momento la afirmación de la monarquía de los Reyes Católicos, que controlará a la nobleza e impondrá su autoridad. Así Fregacedo tendrá una corta existencia entre 1480 y 1520 aproximadamente; Humanejos iniciará un momento de doblamiento a partir de 1480 que durará hasta 1650 y Torrejón de la Calzada iniciará también su doblamiento en el primer tercio del siglo XVI con más suerte que los otros ya que continuará su vida hasta la actualidad, si bien con una población exigua de alguna manera condicionada por la limitación territorial. Pero a pesar de esa afirmación de la autoridad real, Torrejón de la Calzada tendrá dificultades a la hora de intentar su nueva fundación, ya que quienes lo intentan son vecinos de Torrejón de Velasco, que es villa de Don Juan Arias Dávila, y lo van a hacer el año 1.531, es decir, diez años después de la revuelta de las Comunidades en las que Don Juan Arias se ha destacado en la defensa de los intereses del Rey Carlos I, y ha sido nombrado por ello, en el año 1.523, Conde de Puñoenrostro. 
De todas formas, lo cierto es que el 3 de agosto de 1531, el Consejo manda desde Ávila una carta al Concejo de Madrid notificando que ha recibido otra queja del conde de Puñoenrostro por el intento de puebla del lugar de “Torrejoncillo de la Calzada”, despoblado bajo la jurisdicción de dicho Concejo, por parte de los vecinos de Torrejón de Velasco, entre los que están Francisco de Pero Abad y Bartolomé de Harija, que serán los fundadores y a partir de entonces a los habitantes se les denominó "torrejoncilleros" en respuesta a la negativa del conde de Puñoenrostro a que el lugar fuera habitado.
En dicha carta solicitan que Madrid nombre un apoderado para que trate dicha cuestión. El 7 de julio de 1532 hay otra Provisión del Consejo en la que se explica el motivo de la disputa que no era otro que el aprovechamiento de los pastos y abrevaderos de dicho lugar. Madrid hace constar que Torrejón de la Calzada ha sido siempre lugar poblado y que tenía dehesa y ejido y que se había despoblado por una pestilencia y que allí estaba su iglesia para demostrarlo. Añade que ese momento hay quince vecinos, por lo cual solicita se le ampare de sus derechos y se autorice la continuidad de la puebla. En ese momento podemos comprobar uno de los motivos importantes para su despoblamiento: una pestilencia que disminuirá su población y debilitará su resistencia en un momento de auge de las tierras del señorío. 
Con fecha 17 de julio de 1532 se envía un segundo documento dirigido a los regidores de la villa de Madrid y a los vecinos de Torrejón de la Calzada, Francisco de Pero Abad y Bartolomé de Harija, que han de tomarse, por tanto, como los fundadores de dicho lugar. El documento da noticia de las nuevas casas que se están construyendo y de las fricciones que sigue habiendo entre el Conde de Puñoenrostro y los vecinos de Torrejón de Velasco. Se manda que hasta que no se decida el pleito no se construyan más casas, y se deje vía libre para que los vecinos de Torrejón de Velasco disfruten de los pastos y prados que en Torrejón de la Calzada existían. 
La justicia del Rey da la razón al Concejo de Madrid para que continúe con los avecindamientos y, aunque no se conoce hasta el momento el documento fundacional, Torrejón de la Calzada inicia su andadura como lugar de Madrid que ejercerá su señorío jurisdiccional concediendo vecindades, nombrando justicias (alcaldes) y entendiendo en sus pleitos. Por tanto parece evidente que la refundación definitiva de Torrejón de la Calzada puede situarse en el año 1.531, siendo sus fundadores Francisco de Pero Abad y Bartolomé de Harija. 
Será en este lugar de corto vecindario, oscilando entre los veinte y cuarenta y cinco vecinos (entre setenta y ciento sesenta personas), que se dedicarán en número importante, para tan corto vecindario, al oficio de mesoneros. Su corto terrazgo, manifestado en los distintos censos y catastros, dificultará las actividades agrícolas y ganaderas, y la ubicación del pueblo en un camino importante, condicionará la antedicha actividad. En relación con lo anteriormente expuesto, está el informe dado el 6 de septiembre de 1626, para una consulta sobre venta de lugares de la jurisdicción de Madrid, en la que al referirse a Torrejón de la Calzada, se dice que es un “lugar situado a cuatro leguas de Madrid en el camino real a Toledo y que tendrá veinte vecinos, lo más mesoneros”. 

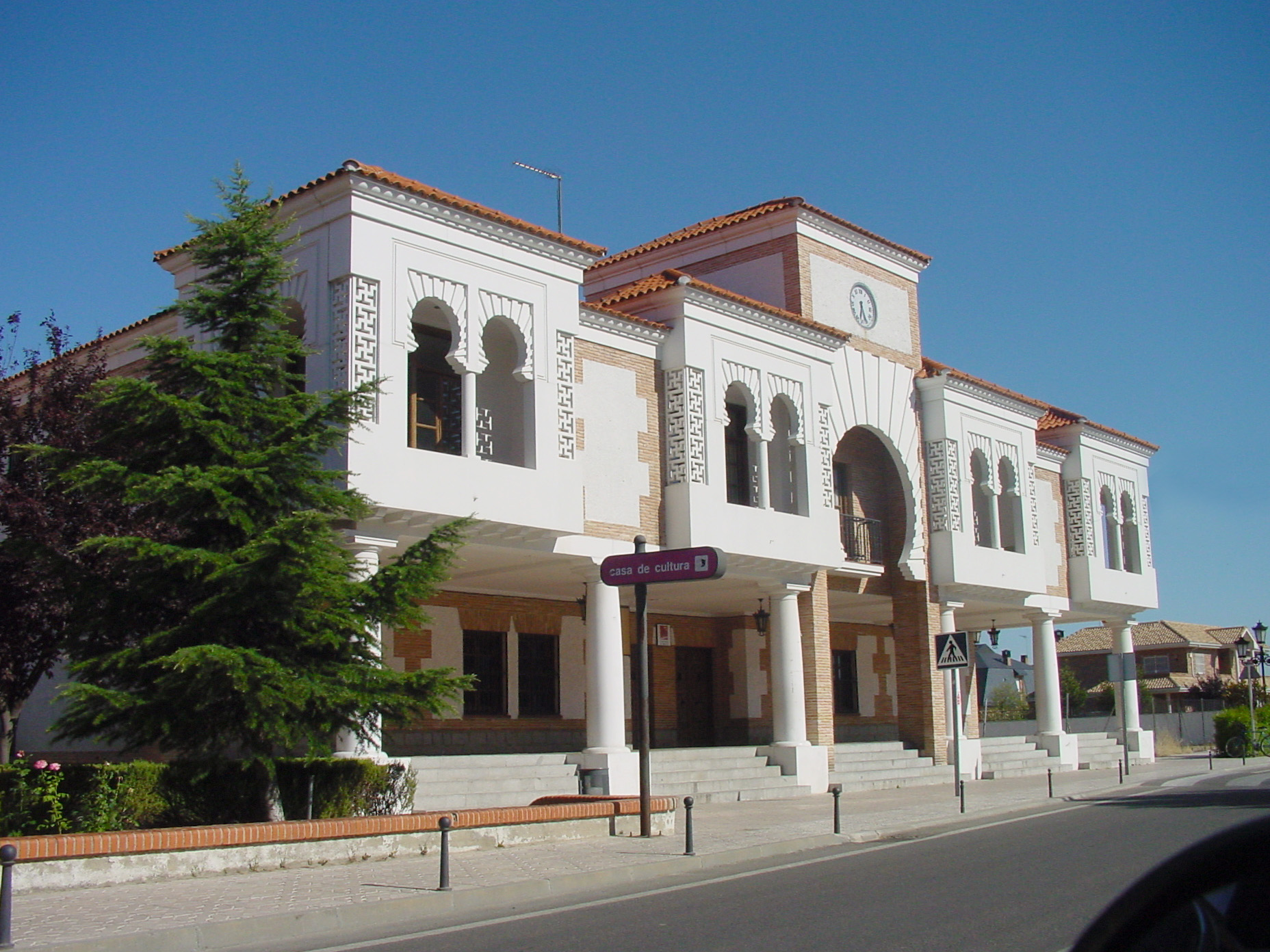
Casa de la Cultura de Torrejón de la Calzada

Ya hemos visto que la nueva fundación de Torrejón de la Calzada como lugar poblado ha necesitado de un pleito entre el Concejo de Madrid y el conde de Puñoenrostro. Hay otro momento posterior de enfrentamiento, a partir de 1650, con la vecina villa de Parla, por aumentar el territorio tras el despoblamiento definitivo del lugar de Humanejos. Los conflictos para incorporarse dicho territorio van a durar hasta la segunda mitad del siglo XVII y de todo el siglo XVIII, y al final será la villa de Parla quien lo incorpore. Es posible que la mayor potencia demográfica de dicha villa actúe como elemento que determine esa incorporación: a más vecinos más necesidad de terrazgo y también, por qué no, más fuerza. De lo que sí queda constancia es de esas tensiones derivadas del uso de los comunes. En el Archivo de la Villa de Madrid existen documentos sobre pleitos mantenidos y uno de ellos, del año 1790, es por el ejercicio indebido de dicha jurisdicción por parte del concejo de Parla, cuando le correspondía al de Madrid. Concretamente las justicias parleñas prenden ganados a vecinos de Torrejón de la Calzada a los que además les imponen una multa. Tras la incorporación del territorio de Humanejos al de Parla, Torrejón de la Calzada continuará con sus nueve kilómetros cuadrados de superficie que condicionará su demografía hasta finales del siglo XX.
Hacia mediados del siglo XIX, el lugar tenía contabilizada una población de 191 habitantes. Aparece descrito en el decimoquinto volumen del Diccionario geográfico-estadístico-histórico de España y sus posesiones de Ultramar de Pascual Madoz de la siguiente manera:

TORREJON DE LA CALZADA: l. con ayunt. de la prov. y aud. terr. de Madrid (4 leg.), part. jud. de Getafe (2), c. g. de Castilla la Nueva, dióc. de Toledo (8). sit. en terreno llano, le combaten todos los vientos, y su clima es propenso por lo comun á tercianas: tiene 30 casas de inferior construccion y de escasas comodidades; casa de ayunt.; cárcel; escuela de primeras letras comun á ambos sexos, dotada con 640 rs., y una igl. parr. (San Cristóbal) aneja de de la de Torrejon de Velasco; en los afueras se encuentra el cementerio, y una fuente con buenas aguas, de las cuales se utilizan los vec. para sus usos. El térm. confirma N. Parla; E. y S. Torrejon de Velasco, y O. Griñon: se estiende 1/2 leg. de N. á S., y 1/4 de E. á O., y comprende un prado del comun, que sirve para el pasto de ganado de labor. El terreno es de secano y de inferior calidad. caminos: la carretera de Madrid á Toledo, y los que dirigen á los pueblos limítrofes: el correo se recibe en Valdemoro, por balijero. prod.: trigo, cebada, avena, centeno, algun garbanzo y guisantes; mantiene ganado vacuno para la labor, y cria alguna caza menor. pobl.: 32 vec., 191 alm. cap. prod.: 1.664,007 rs. imp.: 55,393. contr.: 9'65 por 100.
(Madoz, 1849, p. 85)

## Demografía
El municipio, que tiene una superficie de 8,98 km², cuenta según el padrón municipal para 2024 del INE con 10 378 habitantes y una densidad de 1155,68 hab./km².
| Gráfica de evolución demográfica de Torrejón de la Calzada entre 1842 y 2024 |
| |
| Población de derecho (1842-1897, excepto 1857 y 1860 que es población de hecho) según los censos de población del siglo XIX. Población de derecho (1900-1991) o población residente (2001) según los censos de población del INE. Población según el padrón municipal de 2011 y de 2024 del INE. |

## Economía
Durante siglos la ocupación predominante ha sido la agricultura. Sin embargo, desde hace unos años se vienen asentando industrias de muy diversa índole: de la madera, del hierro, químicas, del mármol, de maquinaria pesada, de horticultura, de almacenaje, del aluminio, de cerrajería y calderería, de la alimentación (pastelería industrial, helados), etc. El polígono industrial se está viendo incrementado con la ampliación del mismo y la consiguiente construcción de nuevas naves. En la actualidad contaremos con unas 200 industrias ubicadas en él y en algún lugar diseminado. Hoy solo se dedican a la agricultura unas diez familias.
El casco urbano también se ha visto incrementado con la construcción de cientos de chalets y continúa expandiéndose.

## Cultura y tradiciones
Los días festivos de este término son:
1. El 20 de enero se celebra San Sebastián, el patrón del pueblo. Es la fiesta más antigua de la localidad. En esta celebración se suceden distintos actos: primero, una misa en honor a San Sebastián. Después, se saca al santo de procesión y, durante el trayecto, se le van dando meneos para tirar las rosquillas y las mandarinas que lleva en el laurel.
2. Fiesta celebrada el tercer domingo del mes de mayo: Santísimo Cristo del Amparo.
3. El día 8 septiembre se celebra Nuestra Señora de la Natividad.

## Seguridad
Es sede de la BESCAM (Policía autonómica de la Comunidad de Madrid). Tiene cercano el cuartel de la Guardia Civil en la localidad vecina de Valdemoro.

## Educación
En Torrejón de la Calzada se encuentran, de menor a mayor edad de sus alumnos:
- Escuela de Educación Infantil Petirrojo
- CEIP Abad y Harija
- CEIP San José
- Centro Privado De Educación Infantil Primaria Y Secundaria Castilla
- IES Miguel Delibes
- CEPA San José

Anteriormente, había una guardería llamada La Cigüeña, la cual se ha convertido en un centro de servicios sociales.